# Ferdinand III. (Toskana)

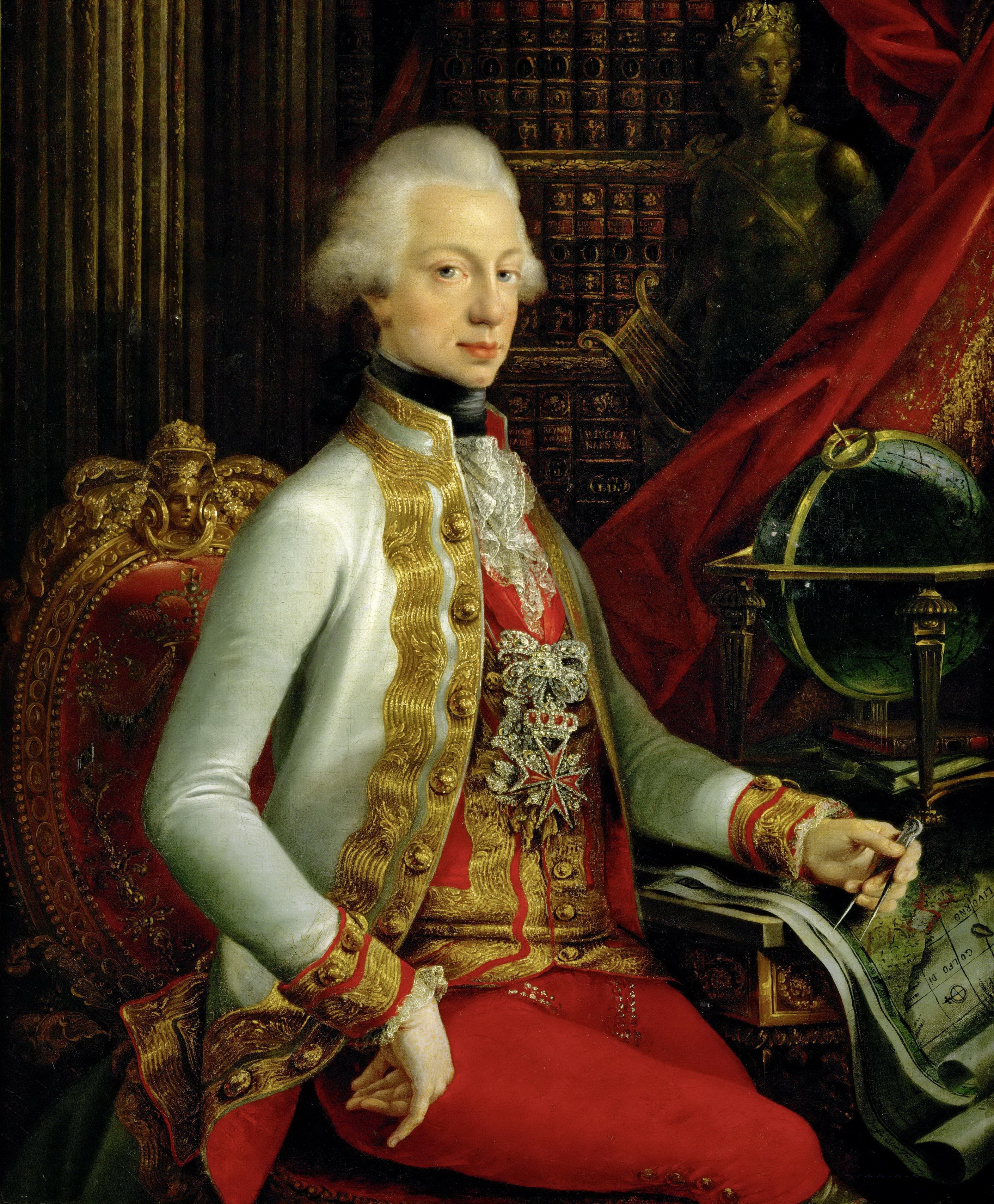
Ferdinand III., Großherzog der Toskana (Gemälde von Joseph Dorffmeister, 1797)

Joseph Johann Baptist Erzherzog von Österreich-Toskana (* 6. Mai 1769 in Florenz; † 18. Juni 1824 ebenda) aus dem Haus Habsburg-Lothringen war als  Ferdinand III. von 1790 bis 1801 Großherzog der Toskana, dann als Ferdinand I. Kurfürst von Salzburg (1803–1806) und Großherzog von Würzburg (1806–1814), schließlich von 1814 bis 1824 neuerlich Großherzog der Toskana.

## Biografie

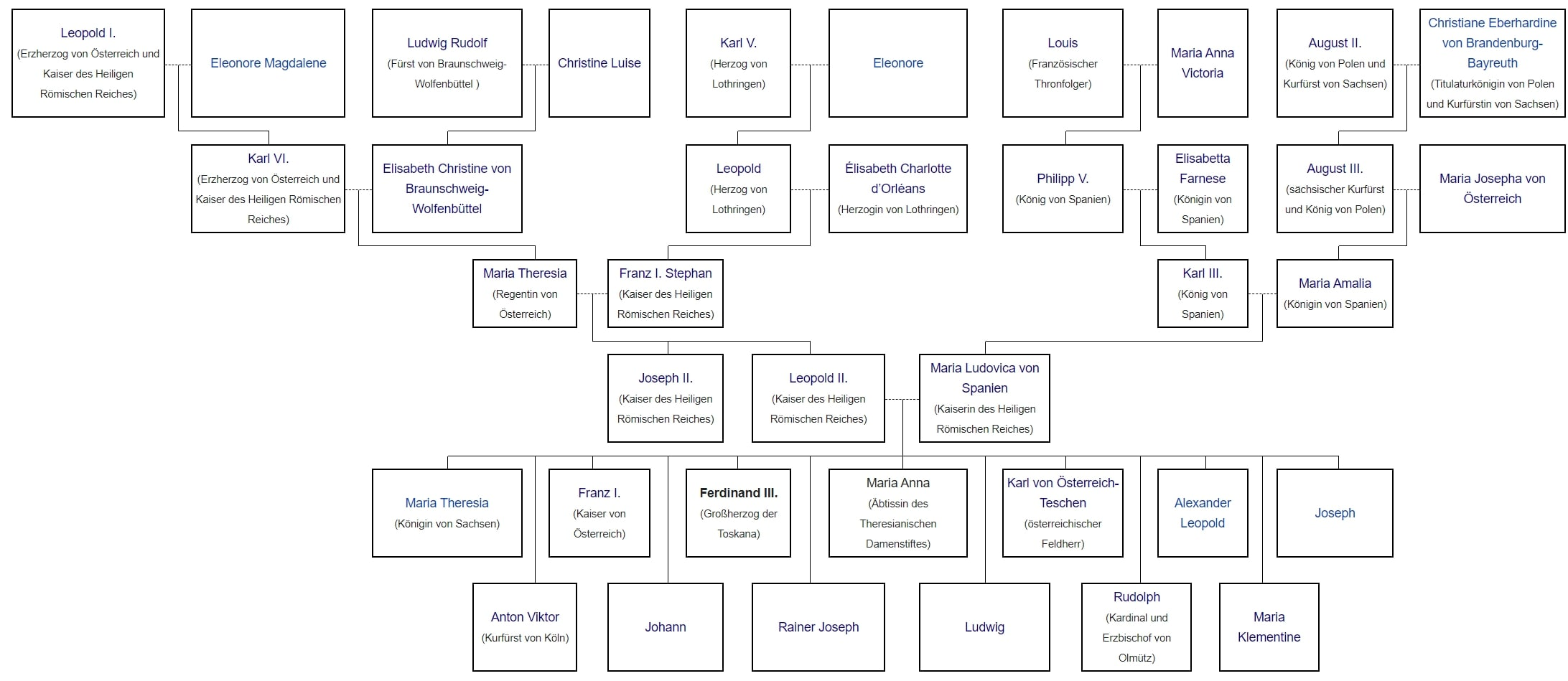
Stammbaum von Ferdinand III.

Erzherzog Ferdinand III. von Österreich wurde 1769 als zweiter Sohn des Großherzogs Peter Leopold, dem späteren Kaiser Leopold II, aus dem Haus Habsburg-Lothringen geboren. Er erhielt eine Erziehung durch deutsche und italienische Lehrer. Zwischen 1790 und 1793 rangierte er in der habsburgischen Thronfolge direkt hinter seinem kaiserlichen Bruder Franz II. an erster Stelle. Erst mit der Geburt von dessen ältestem Sohn Ferdinand rückte er in der Thronfolge nach hinten.

### Großherzog der Toskana
Mit der Thronfolge seines Vaters als Kaiser (Leopold II.) des Heiligen Römischen Reiches übertrug ihm dieser am 22. Juli 1790 das Großherzogtum Toskana.
Im folgenden Jahr, 1791, übernahm er selbst die Leitung der Regierungsgeschäfte im Großherzogtum Toskana. Als erster europäischer Souverän schloss Ferdinand III. von Toskana 1792 einen Vertrag mit dem revolutionären Frankreich, das er somit formell anerkannte. In den folgenden Koalitionskriegen musste der Herzog aufgrund des Druckes anderer europäischer Fürstenhäuser gegen Frankreich Stellung beziehen. Am 9. Februar 1795 schloss er jedoch wieder Frieden.
Während des Zweiten Koalitionskriegs waren 1799 französische Truppen auch in die Toskana eingedrungen und hatten den Großherzog zur Flucht außer Landes gezwungen. Der Vertrag von Lunéville vom 9. Februar 1801 zwischen Frankreich und dem Kaiser sah in Artikel 5 vor, dass Ferdinand III. auf sein Großherzogtum verzichten müsse, das als Entschädigung an den Herzog von Parma überwechseln sollte.
Im Jahre 1801 verlor daher Ferdinand sein Großherzogtum, behielt aber den Titel Großherzog von Toskana.

### Kurfürst von Salzburg

Kursalzburg 1803

Ferdinand wurde jedoch durch den Vertrag von Paris (26. Dezember 1802) zwischen dem französischen Konsul Napoleon Bonaparte und Ferdinands älterem Bruder, Kaiser Franz II. mit dem neugebildeten Kurfürstentum Salzburg entschädigt, um als Bruder des Kaisers standesgemäß versorgt zu sein. Dieses Staatsgebiet wurde durch Säkularisation aus kirchlichem Besitz, nämlich dem Erzstift Salzburg, der Fürstpropstei Berchtesgaden und Teilen der Bistümer Passau und Eichstätt, gebildet. Am 11. Februar 1803 dankte denn auch der bisherige Souverän in Salzburg, Erzbischof Graf Hieronymus Colloredo, ab. Vier Tage später fand der Besitzwechsel an Ferdinand III. statt, der zudem die Kurfürstenwürde erhielt.
Mit dem Frieden von Preßburg vom 26. Dezember 1805 ging Salzburg Ende 1805 an das Kaisertum Österreich, jedoch ohne Eichstätt und Passau, die beide dem Königreich Bayern angegliedert wurden. Mit dem gleichzeitigen Ende des Heiligen Römischen Reichs wurde auch die Kurfürstenwürde hinfällig, die ein Wahlamt zur Römisch-deutschen Königswürde war, und Salzburg 1806 in ein Herzogtum umgewandelt.

### Großherzog von Würzburg

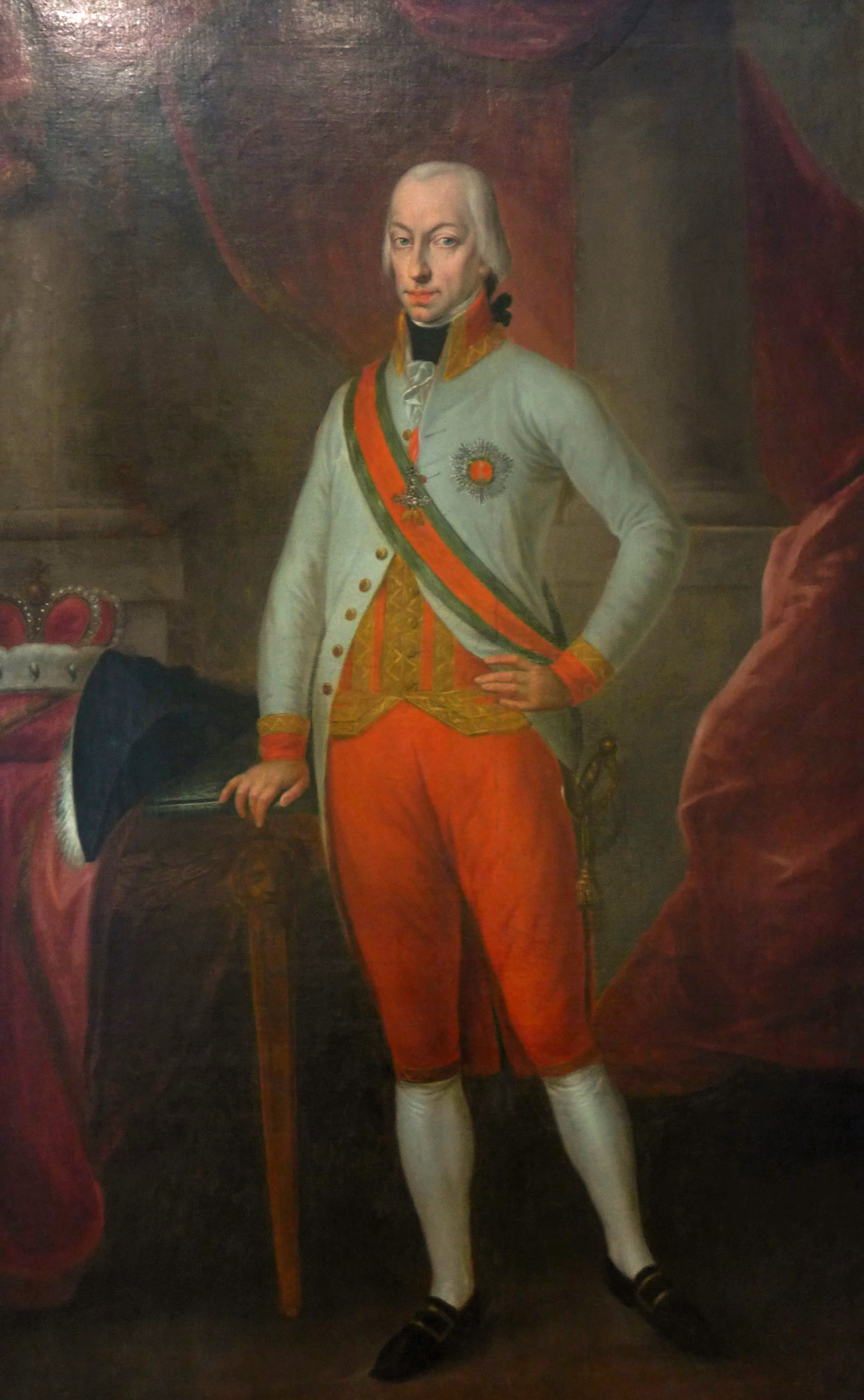
Großherzog Ferdinand III. von Toskana, Das Staatsporträt zeigt Ferdinand einerseits als österreichischen Erzherzog in weiß-roter österreichischer Feldmarschallsuniform, andererseits als Großherzog von Würzburg. Neben dem zur Uniform gehörenden Zweispitz sind auf dem Tisch auch Herzogshut sowie Szepter des Großherzogtums Würzburg drapiert. Ferdinand trägt das Kleinod des Ordens vom Goldenen Vlies sowie Großkreuz und Schärpe des k.u. Sankt-Stephans-Ordens.

Als Entschädigung wurde Erzherzog Ferdinand von Toskana 1805 das Großherzogtum Würzburg übertragen. In Würzburg zog Ferdinand am 1. Mai 1806 (in die Würzburger Residenz) ein. Er wurde von der Bevölkerung des Großherzogtums bzw. Kurfürstentums Würzburg mit Freude empfangen und sorgte bald für mehr religiöse Freiheit, indem er die bayerischen Gesetze zur Religionsausübung lockerte. Außenpolitisch blieb ihm kaum eine andere Möglichkeit als die enge Anlehnung an Frankreich. Das Großherzogtum wurde nachträglich am 25. September 1806 in den Rheinbund aufgenommen und 1810 noch einmal territorial abgerundet. Erst nach der Völkerschlacht bei Leipzig löste Ferdinand am 26. Oktober 1813 die Verbindung mit Frankreich und schloss sich der alliierten Koalition gegen Napoleon an. Das folgende Jahr brachte noch einmal gravierende Veränderungen für Ferdinand mit sich. Durch den bayerisch-österreichischen Staatsvertrag vom 3. Juni 1814 verlor er seine Besitzungen an das Königreich Bayern und trat Würzburg offiziell am 21. Juni 1814 an Bayern ab.

### Großherzog von Toskana
Da das Großherzogtum Toskana nach dem Sturz Napoleons am 30. Mai 1814 im Pariser Friedensvertrag restituiert worden war, konnte Ferdinand schließlich in das von seinem Vater ererbte Großherzogtum zurückkehren, wo er 1824 in Florenz starb. Sein Grab befindet sich in der Krypta der Basilica di San Lorenzo.
Ferdinand galt bei seinen Zeitgenossen als äußerst passiv und entschlussscheu. Er galt als musischer und geachteter Monarch und Vertreter des aufgeklärten Absolutismus.

## Österreichische Thronfolge
Als zweiter Sohn von Kaiser Leopold II. hatte Ferdinand auch einen Platz in der österreichischen Thronfolge. Bei seinem Tod im Jahr 1824 war er nach den beiden Söhnen seines kaiserlichen Bruders (Ferdinand und Franz Karl) an dritter Stelle der Thronfolge.

## Nachkommen
Großherzog Ferdinand III. war in erster Ehe seit 1790 mit Prinzessin Luisa Maria von Neapel-Sizilien (1773–1802), zweite Tochter des Königs Ferdinand I. beider Sizilien und der Erzherzogin Maria Karolina von Österreich, vermählt. Aus der Ehe gingen sechs Kinder hervor:
- Carolina Ferdinanda (* 2. August 1793, † 5. Jänner 1802)
- Franz Leopold (* 15. Dezember 1794, † 18. Mai 1800)
- Leopold (* 3. Oktober 1797, † 29. Jänner 1870), Großherzog der Toskana (1824–1859)
- Maria Luisa (* 30. August 1798, † 15. Juni 1857), unverheiratet
- Maria Theresia (* 21. März 1801, † 12. Jänner 1855) – verheiratet mit Karl Albert I., König von Sardinien
- totgeborener Sohn (*/† 19. September 1802)

In zweiter Ehe war er ab 1821 mit Prinzessin Maria von Sachsen (1796–1865) (der Schwägerin seines Sohnes Leopold II.), der Tochter von Prinz Maximilian von Sachsen und Prinzessin Caroline von Bourbon-Parma, vermählt. Diese Ehe blieb kinderlos.

## Vorfahren
| Ahnentafel von Ferdinand III. (Toskana) | Ahnentafel von Ferdinand III. (Toskana)                                                           | Ahnentafel von Ferdinand III. (Toskana)                                                           | Ahnentafel von Ferdinand III. (Toskana)                                                          | Ahnentafel von Ferdinand III. (Toskana)                                                                         | Ahnentafel von Ferdinand III. (Toskana)                                      | Ahnentafel von Ferdinand III. (Toskana)                                          | Ahnentafel von Ferdinand III. (Toskana)                                                         | Ahnentafel von Ferdinand III. (Toskana)                                                     |
| --------------------------------------- | ------------------------------------------------------------------------------------------------- | ------------------------------------------------------------------------------------------------- | ------------------------------------------------------------------------------------------------ | --- | ---------------------------------------------------------------------------- | -------------------------------------------------------------------------------- | ----------------------------------------------------------------------------------------------- | ------------------------------------------------------------------------------------------- |
| Ururgroßeltern                          | Herzog Karl V. Leopold (1643–1690) ⚭ 1678 Eleonore von Österreich (1653–1697)                     | Philipp I. von Bourbon (1640–1701) ⚭ 1671 Liselotte von der Pfalz (1652–1722)                     | Kaiser Leopold I. (1640–1705) ⚭ 1676 Eleonore Magdalene von Pfalz-Neuburg (1655–1720)            | Herzog Ludwig Rudolf von Braunschweig-Wolfenbüttel (1671–1735) ⚭ 1690 Christine Luise von Oettingen (1671–1747) | Ludwig von Frankreich (1661–1711) ⚭ 1680 Maria Anna von Bayern (1660–1690)   | Odoardo II. Farnese (1666–1693) ⚭ 1690 Dorothea Sophie von der Pfalz (1670–1748) | König August II. (1670–1733) ⚭ 1693 Christiane Eberhardine von Brandenburg-Bayreuth (1671–1727) | Kaiser Joseph I. (1678–1711) ⚭ 1699 Wilhelmine Amalie von Braunschweig-Lüneburg (1673–1742) |
| Urgroßeltern                            | Herzog Leopold Joseph von Lothringen (1679–1729) ⚭ 1698 Élisabeth Charlotte d’Orléans (1676–1744) | Herzog Leopold Joseph von Lothringen (1679–1729) ⚭ 1698 Élisabeth Charlotte d’Orléans (1676–1744) | Kaiser Karl VI. (1685–1740) ⚭ 1708 Elisabeth Christine von Braunschweig-Wolfenbüttel (1691–1750) | Kaiser Karl VI. (1685–1740) ⚭ 1708 Elisabeth Christine von Braunschweig-Wolfenbüttel (1691–1750)                | König Philipp V. (1683–1746) ⚭ 1714 Elisabetta Farnese (1692–1766)           | König Philipp V. (1683–1746) ⚭ 1714 Elisabetta Farnese (1692–1766)               | König August III. (1696–1763) ⚭ 1719 Maria Josepha von Österreich (1699–1757)                   | König August III. (1696–1763) ⚭ 1719 Maria Josepha von Österreich (1699–1757)               |
| Großeltern                              | Kaiser Franz I. Stephan (1708–1765) ⚭ 1736 Maria Theresia (1717–1780)                             | Kaiser Franz I. Stephan (1708–1765) ⚭ 1736 Maria Theresia (1717–1780)                             | Kaiser Franz I. Stephan (1708–1765) ⚭ 1736 Maria Theresia (1717–1780)                            | Kaiser Franz I. Stephan (1708–1765) ⚭ 1736 Maria Theresia (1717–1780)                                           | König Karl III. (1716–1788) ⚭ 1738 Maria Amalia von Sachsen (1724–1760)      | König Karl III. (1716–1788) ⚭ 1738 Maria Amalia von Sachsen (1724–1760)          | König Karl III. (1716–1788) ⚭ 1738 Maria Amalia von Sachsen (1724–1760)                         | König Karl III. (1716–1788) ⚭ 1738 Maria Amalia von Sachsen (1724–1760)                     |
| Eltern                                  | Kaiser Leopold II. (1747–1792) ⚭ 1765 Maria Ludovica von Spanien (1745–1792)                      | Kaiser Leopold II. (1747–1792) ⚭ 1765 Maria Ludovica von Spanien (1745–1792)                      | Kaiser Leopold II. (1747–1792) ⚭ 1765 Maria Ludovica von Spanien (1745–1792)                     | Kaiser Leopold II. (1747–1792) ⚭ 1765 Maria Ludovica von Spanien (1745–1792)                                    | Kaiser Leopold II. (1747–1792) ⚭ 1765 Maria Ludovica von Spanien (1745–1792) | Kaiser Leopold II. (1747–1792) ⚭ 1765 Maria Ludovica von Spanien (1745–1792)     | Kaiser Leopold II. (1747–1792) ⚭ 1765 Maria Ludovica von Spanien (1745–1792)                    | Kaiser Leopold II. (1747–1792) ⚭ 1765 Maria Ludovica von Spanien (1745–1792)                |
| Ferdinand III. (Toskana)                |                                                                                                   |                                                                                                   |                                                                                                  | |                                                                              |                                                                                  |                                                                                                 |                                                                                             |